# Lista de prefeitos de Demerval Lobão
Constam a seguir os administradores eleitos no município de Demerval Lobão, criado pela Lei Estadual n.º 2.553 de 9 de dezembro de 1963 sancionada pelo governador Petrônio Portela e que foi instalado em 31 de janeiro de 1967.

## Prefeitos de Demerval Lobão
| Ordem  | Lista de prefeitos do município       | Partido   | Início do mandato       | Fim do mandato         | Cidade onde nasceu | Unidade federativa | Notas      |
| ------ | ------------------------------------- | --------- | ----------------------- | ---------------------- | ------------------ | ------------------ | ---------- |
| 1º     | Francisco Luís da Costa de Moraes     | ARENA     | 31 de janeiro de 1967   | 31 de janeiro de 1971  |                    |                    |            |
| 2º     | José Rufino Simões                    | ARENA     | 1º de fevereiro de 1971 | 31 de janeiro de 1973  |                    |                    |            |
| 3º     | Francisco Luís da Costa de Moraes     | ARENA     | 1º de fevereiro de 1973 | 31 de janeiro de 1977  |                    |                    |            |
| 4º     | Ernesto Ribeiro dos Santos            | ARENA     | 1º de fevereiro de 1977 | 31 de janeiro de 1983  |                    |                    |            |
| 5º     | Maria Antonieta Mendes Ribeiro Moraes | PDS       | 1º de fevereiro de 1983 | 31 de dezembro de 1988 | Monsenhor Gil      | Piauí              | [ 4 ]      |
| 6º     | Francisco de Carvalho Melo Filho      | PMDB      | 1º de janeiro de 1989   | 31 de dezembro de 1992 | Demerval Lobão     | Piauí              | [ 5 ]      |
| 7º     | Washington Marques Leandro            | PMDB      | 1º de janeiro de 1993   | 31 de dezembro de 1996 | Parnaíba           | Piauí              |            |
| 8º     | Edilene Alves Pereira Melo            | PMDB PSDB | 1º de janeiro de 1997   | 31 de dezembro de 2000 | Elesbão Veloso     | Piauí              | [ nota 2 ] |
| 8º     | Edilene Alves Pereira Melo            | PMDB PSDB | 1º de janeiro de 2001   | 31 de dezembro de 2004 | Elesbão Veloso     | Piauí              |            |
| 9º     | Washington Marques Leandro            | PTB       | 1º de janeiro de 2005   | 31 de dezembro de 2008 | Parnaíba           | Piauí              |            |
| 10º    | Geraldo Amâncio Guedes Júnior         | PPS       | 1º de janeiro de 2009   | 31 de dezembro de 2012 | Brasília           | Distrito Federal   |            |
| 11º    | Luís Gonzaga de Carvalho Júnior       | PMDB      | 1º de janeiro de 2013   | 31 de dezembro de 2016 | Demerval Lobão     | Piauí              |            |
| 11º    | Luís Gonzaga de Carvalho Júnior       | PMDB      | 1º de janeiro de 2017   | 31 de dezembro de 2020 | Demerval Lobão     | Piauí              | [ nota 3 ] |
| 12º    | Ricardo de Moura Melo                 | PP        | 1º de janeiro de 2021   | 31 de dezembro de 2024 | Teresina           | Piauí              | [ 6 ]      |
| 13º    | Luís Gonzaga de Carvalho Júnior       | PP        | 1º de janeiro de 2025   | Em exercício           | Demerval Lobão     | Piauí              | [ 7 ]      |
| Fonte: |                                       |           |                         |                        |                    |                    |            |

## Vice-prefeitos de Demerval Lobão
| Ordem  | Lista de vice-prefeitos do município  | Partido    | Início do mandato       | Fim do mandato         | Cidade onde nasceu | Unidade federativa | Notas      |
| ------ | ------------------------------------- | ---------- | ----------------------- | ---------------------- | ------------------ | ------------------ | ---------- |
| 1º     | Francisco de Oliveira Lopes           | ARENA      | 31 de janeiro de 1967   | 31 de janeiro de 1971  |                    |                    |            |
| 2º     | Eugênio Mariano da Silva              | ARENA      | 1º de fevereiro de 1971 | 31 de janeiro de 1973  |                    |                    |            |
| 3º     | Ernesto Ribeiro dos Santos            | ARENA      | 1º de fevereiro de 1973 | 31 de janeiro de 1977  |                    |                    |            |
| 4º     | Francisco da Silva Oliveira           | ARENA      | 1º de fevereiro de 1977 | 31 de janeiro de 1983  |                    |                    |            |
| 5º     | José Manoel Reis Campelo              | PDS        | 1º de fevereiro de 1983 | 31 de dezembro de 1988 |                    |                    |            |
| 6º     | Manoel Evilásio Veloso                | PMDB       | 1º de janeiro de 1989   | 31 de dezembro de 1992 |                    |                    |            |
| 7º     | Não disponível                        | [ nota 4 ] | 1º de janeiro de 1993   | 31 de dezembro de 1996 |                    |                    |            |
| 8º     | Martinho Paulino dos Santos           | PPB        | 1º de janeiro de 1997   | 31 de dezembro de 2000 |                    |                    |            |
| 9º     | Pedro Mendes Ribeiro                  | PFL        | 1º de janeiro de 2001   | 31 de dezembro de 2004 |                    |                    |            |
| 10º    | Francisco de Carvalho Melo Filho      | PSB        | 1º de janeiro de 2005   | 31 de dezembro de 2008 | Demerval Lobão     | Piauí              |            |
| 11º    | Feliciano Pereira Chaves              | PT         | 1º de janeiro de 2009   | 31 de dezembro de 2012 | Altos              | Piauí              |            |
| 12º    | Jessileia Nepomuceno de Sousa Leandro | PTB        | 1º de janeiro de 2013   | 31 de dezembro de 2016 | São Luís           | Maranhão           |            |
| 12º    | Jessileia Nepomuceno de Sousa Leandro | PTB        | 1º de janeiro de 2017   | 31 de dezembro de 2020 | São Luís           | Maranhão           | [ nota 3 ] |
| 13º    | Fernando Henrique Pereira Melo        | MDB        | 1º de janeiro de 2021   | 31 de dezembro de 2024 | Teresina           | Piauí              | [ 6 ]      |
| 14º    | César Alexandre Olímpio               | PDT        | 1º de janeiro de 2025   | Em exercício           | Teresina           | Piauí              | [ 7 ]      |
| Fonte: |                                       |            |                         |                        |                    |                    |            |

## Vereadores de Demerval Lobão
Relação ordenada conforme o número de mandatos exercidos por cada vereador a partir do ano de sua primeira eleição, observado sempre que possível a ordem alfabética.
| Pedro Cardoso de Sousa                  | 04 | 1996, 2000, 2004, 2008 | Demerval Lobão       | Piauí             |
| Antônio Valdeci Soares Campelo          | 04 | 2000, 2004, 2008, 2012 | Elesbão Veloso       | Piauí             |
| Antônio Francisco Frazão Teixeira       | 04 | 2008, 2012, 2016, 2020 | Teresina             | Piauí             |
| Valdir da Costa Azevedo                 | 03 | 1970, 1972, 1976       |                      |                   |
| Raimundo Nonato de Carvalho Lima        | 03 | 1982, 1988, 1992       | Teresina             | Piauí             |
| Cipriano Rodrigues de Sousa             | 03 | 1988, 1992, 1996       | Demerval Lobão       | Piauí             |
| César Alexandre Olímpio                 | 03 | 2008, 2016, 2020       | Teresina             | Piauí             |
| Francide de Oliveira Lopes Vilarinho    | 03 | 2008, 2016, 2020       | Teresina             | Piauí             |
| Edivone da Silva Matos                  | 03 | 2012, 2016, 2020       | Castelo do Piauí     | Piauí             |
| Francisco Luiz de Melo                  | 02 | 1972, 1982             |                      |                   |
| Gilson Mariano da Silva                 | 02 | 1976, 1982             |                      |                   |
| José Mendes Sobrinho                    | 02 | 1976, 1982             |                      |                   |
| Ernesto Rodrigues da Cruz               | 02 | 1982, 1988             |                      |                   |
| Francisco Pinto de Mesquita             | 02 | 1982, 2000             | Sobral               | Ceará             |
| José Fernandes Neto                     | 02 | 1992, 1996             |                      |                   |
| Luís de Jesus Moraes Santiago           | 02 | 1992, 1996             | Teresina             | Piauí             |
| Justina Teresinha Rossi Ribeiro Costa   | 02 | 1996, 2000             | Rondinha             | Rio Grande do Sul |
| Amauri Rodrigues de Sousa               | 02 | 2000, 2004             | Teresina             | Piauí             |
| Geraldo Amâncio Guedes Júnior           | 02 | 2000, 2004             | Brasília             | Distrito Federal  |
| Manoel Rodrigues Magalhães              | 02 | 2000, 2004             | Demerval Lobão       | Piauí             |
| Nivaldo de Ribeiro e Morais             | 02 | 2000, 2004             | Demerval Lobão       | Piauí             |
| Elias Campelo dos Santos                | 02 | 2004, 2008             | Teresina             | Piauí             |
| Fernanda Cruz Moraes Pessoa             | 02 | 2012, 2016             | Teresina             | Piauí             |
| José Aírton Rodrigues Galdino           | 02 | 2012, 2016             | Demerval Lobão       | Piauí             |
| Mavilson da Fonseca Veloso              | 02 | 2012, 2016             | Teresina             | Piauí             |
| José Leite Pereira Neto                 | 02 | 2016, 2020             | Campo Maior          | Piauí             |
| Joseildo Alves Rodrigues da Cruz        | 02 | 2016, 2020             | Teresina             | Piauí             |
| José de Sousa Rosa                      | 01 | 1966                   |                      |                   |
| José Galdino Sobrinho                   | 01 | 1966                   |                      |                   |
| Manoel da Costa Azevedo                 | 01 | 1966                   |                      |                   |
| Mariano Vieira de Alencar               | 01 | 1966                   |                      |                   |
| Martiniano Medeiros da Costa            | 01 | 1966                   |                      |                   |
| Benedito Cardoso Evangelista            | 01 | 1970                   |                      |                   |
| Francisco da Silva Oliveira             | 01 | 1970                   |                      |                   |
| Francisco de Moraes Silva               | 01 | 1970                   |                      |                   |
| José de Oliveira Lopes                  | 01 | 1970                   |                      |                   |
| Emídio Rodrigues Coelho                 | 01 | 1972                   |                      |                   |
| João Luiz Pessoa                        | 01 | 1972                   |                      |                   |
| Porfírio Morais da Costa                | 01 | 1972                   |                      |                   |
| Albertino Vieira de Morais              | 01 | 1976                   |                      |                   |
| Antônio José Rufino                     | 01 | 1976                   | Altos                | Piauí             |
| José da Costa Azevedo                   | 01 | 1976                   |                      |                   |
| José Manoel Reis Campelo                | 01 | 1976                   |                      |                   |
| João Edmilson e Silva                   | 01 | 1982                   |                      |                   |
| Manoel Mendes Pinheiro                  | 01 | 1982                   |                      |                   |
| Maria Borges de Oliveira Alves          | 01 | 1982                   |                      |                   |
| Francisco Vieira Cartaxo                | 01 | 1988                   |                      |                   |
| José do Egito Lopes da Silva            | 01 | 1988                   |                      |                   |
| Maria do Socorro Vilarinho Lopes        | 01 | 1988                   |                      |                   |
| Paulo Coelho Ferreira                   | 01 | 1988                   |                      |                   |
| Roberval Veloso de Almeida              | 01 | 1988                   |                      |                   |
| Washington Marques Leandro              | 01 | 1988                   | Parnaíba             | Piauí             |
| Antônio Alves Filho                     | 01 | 1992                   |                      |                   |
| Antônio Augusto Teixeira dos Santos     | 01 | 1992                   |                      |                   |
| Antônio Carlos Oliveira                 | 01 | 1992                   |                      |                   |
| Carlos Alberto Lopes                    | 01 | 1992                   |                      |                   |
| Maria Ivone de Moraes Lima              | 01 | 1992                   | Teresina             | Piauí             |
| Geraldo José de Sousa Santos            | 01 | 1996                   |                      |                   |
| Giselda Rodrigues de Sousa              | 01 | 1996                   |                      |                   |
| José Ricardo Azevedo Lopes              | 01 | 1996                   |                      |                   |
| Maria Lúcia Leite de Carvalho           | 01 | 1996                   |                      |                   |
| Francisco Ribeiro do Nascimento         | 01 | 2000                   | Teresina             | Piauí             |
| Clausídia Maria Lima de Sousa Martins   | 01 | 2004                   | São Miguel do Tapuio | Piauí             |
| Luziman Veloso Barbosa                  | 01 | 2004                   | Amarante             | Piauí             |
| Alli de Sousa Haidar                    | 01 | 2008                   | Demerval Lobão       | Piauí             |
| João Marques do Nascimento Filho        | 01 | 2008                   | Teresina             | Piauí             |
| Valmir Alves da Silva Júnior            | 01 | 2008                   | Demerval Lobão       | Piauí             |
| Antônio Wilton Mendes de Alencar        | 01 | 2012                   | Teresina             | Piauí             |
| Carla Tatiana Vieira da Rocha Vilarinho | 01 | 2012                   | Teresina             | Piauí             |
| Marcelo Francisco de Sousa              | 01 | 2012                   | Teresina             | Piauí             |
| Alessandra Nascimento Santos Lopes      | 01 | 2020                   | Demerval Lobão       | Piauí             |
| Cinésio Rodrigues de Sousa              | 01 | 2020                   | Demerval Lobão       | Piauí             |
| Emanuela Eline da Costa Lima do Carmo   | 01 | 2020                   | Demerval Lobão       | Piauí             |
| Fonte:                                  |    |                        |                      |                   |